# باصدي السفلى (الريف الشرقي)
باصدي السفلى (بالفارسية: باصدی سفلی) هي منطقة سكنية تقع في إيران في قسم الريف الشرقي الريفي. يقدر عدد سكانها بـ 108 نسمة بحسب إحصاء 2016.